# 301KC
STOLA(ストラ) 301KCは、京セラ株式会社よって開発された、ワイモバイルのPHSサービス対応の端末である。

## 概要
2014年9月4日発売開始。当初の発売予定は8月1日で、その前日に発売の延期が発表された。
同社製旧ウィルコム向け端末「STOLA(ストラ) WX08K」の後継モデルにあたる、軽量・コンパクト設計のストレート型端末。本体色は白と黒の2種類が設定された。
通話機能主体の端末であり、これ以外の機能は必要最小限に絞り込まれている。データ通信機能は、ファームウェア更新のためにのみ使用され、ウェブブラウジング、テザリングは使えない。Eメールにも対応していない。
「モバイル迷惑電話チェッカー」（オプション契約要）や「緊急速報メール」、PHS相互間のショートメッセージサービスの一種である「ライトメール」に対応している。
SMSは発売当初、サービス提供前で、提供開始後に対応ファームウェアが公開され、更新後にアクティベート作業を行えば送受信ができるようになった。なお、前身機種であるWX08Kは、SMS対応はなされなかった。
赤外線通信機能を利用して、「電話帳」「プロフィール」「メモ帳」のデータ送受信が可能である。カメラ機能やメモリーカードスロット、防水機能はない。
- 別売りオプション
  - バッテリーカバー（背面カバー）
    - 「ライトピンク」「ピンク」「オレンジ」「ブルー」「ライトグリーン」の5色が用意され、好みにより着せ変えができる。

  - ACアダプタ
    - microUSB接続で給電する。標準の別売オプションとしては、WX350K以降WX12KまでのウィルコムのPHSに付属する京セラ製のもの（京セラ型番は、AD01KC）と、ソフトバンク コマース&サービスが販売する「ワイモバイル用 充電ACアダプタ02」が用意されている。